# Inma Sancho
Inma Sancho (Valencia, 1964) es una actriz y directora española conocida por haber participado en más de 30 obras de teatro y haber dirigido más de una docena, además de sus apariciones en series como L'Alqueria Blanca o más recientemente en la 2ª temporada del serial Amar es para siempre como Filomena "Filo" Vázquez.

## Biografía
Inma es una actriz valenciana de teatro, cine, televisión y doblaje; directora teatral y profesora de interpretación. Está licenciada en arte dramático por la ESDAD y en magisterio con una especialidad en filología francesa. Estudió danza y música en el Conservatorio de Valencia. Ha sido directora de la escuela municipal de teatro de Cuart de Poblet, profesora de interpretación en la escuela del actor de Valencia y en las escuelas de teatro de la marina alta de Javea y Denia (Alicante), además de profesora de expresión musical y rítmica en academias Valencianas.

## Filmografía

### Televisión
| Años                 | Título                     | Personaje                       | Cadena           | Notas         |
| -------------------- | -------------------------- | ------------------------------- | ---------------- | ------------- |
| 1998                 | A flor de pell             |                                 | Canal 9          |               |
| 2000                 | Compañeros                 |                                 | Antena 3         | 1 episodio    |
| 2000-2001            | Periodistas                | Asistente social                | Telecinco        | 3 episodios   |
| 2003                 | Matrimonis i Patrimonis    |                                 | Canal 9          |               |
| 2006                 | Mesa para cinco            |                                 | La Sexta         | 1 episodio    |
| 2007                 | Pacient 33                 |                                 | Canal 9          | TV Movie      |
| 2007                 | Los Serrano                |                                 | Telecinco        | 1 episodio    |
| 2007                 | Socarrats                  | Varios personajes               | Canal 9          |               |
| 2007                 | Maniàtics                  |                                 | Canal 9          | 1 episodio    |
| 2008                 | Evolucio                   | Varios personajes               | Canal 9          |               |
| 2008-2012; 2021-2024 | L'Alqueria Blanca          | Francisca "Paqui" Gomis Climent | Canal 9 / À Punt | 346 episodios |
| 2013-2014            | Amar es para siempre       | Filomena "Filo" Vázquez         | Antena 3         | 210 episodios |
| 2015                 | B&b, de boca en boca       | Madre de Nerea Cortés           | Telecinco        | 1 episodio    |
| 2017                 | El secreto de Puente Viejo | Venancia vda. de Arias          | Antena 3         | 60 episodios  |
| 2017                 | La que se avecina          | Repecionista ginecólogo         | Telecinco        | 1 episodio    |
| 2018                 | Açò és un destarifo        | Varios personajes               | À Punt           | 26 episodios  |
| 2018-2020            | Mira lo que has hecho      | Olga                            | Movistar+        | 7 episodios   |
| 2019                 | Señoras del (h)AMPA        | Sonsoles Matute                 | Telecinco        | 1 episodio    |
| 2020                 | Perdida                    | Concha Trénor                   | Antena 3         | 8 episodios   |
| 2020-2021            | Valeria                    | Madre de Valeria                | Netflix          | 2 episodios   |
| 2021                 | Acacias 38                 | Inma Tordera, vda. de Sacristán | TVE              | 79 episodios  |
| 2021                 | Todo lo otro               | Adela                           | HBO Max          | 1 episodio    |
| 2022                 | La unidad                  | Marisa                          | Movistar+        | 1 episodio    |
| 2022                 | Si lo hubiera sabido       | Pacita                          | Netflix          | 8 episodios   |
| 2022                 | La ruta                    | Puri Spook                      | Atresplayer      | 1 episodio    |
| 2024                 | Las largas sombras         | Isabel                          | Disney+          | 5 episodios   |
| 2025-presente        | Valle salvaje              | Raimunda de las Salinas         | TVE              | ¿? episodios  |

### Largometrajes
°"La viuda negra", como madre de Maje. (2025)
- Demasiado caliente para ti, como Sandra. Dir. Javier Elorrieta (1996)
- Tranvía a la Malvarrosa, como chica de los rosales. Dir. José Luis García Sánchez (1997)
- Águila Roja, la película, como Luisa de Guzmán. Dir. José Ramón Ayerra Díaz (2011)

### Cortometrajes
- Cicuta. Dir. Rafa Montesinos (1997)
- El abrigo rojo. Dir. Avelina Prat (2011)
- El escondrijo. Dir. Iván Fernández (2013)

### Teatro

#### Como intérprete
- Llegenda de Bandoler. Dir. Eduardo Zamanillo/Ximo Vidal (1983)
- La Pau retorna a Atenes. Dir. Rodolf Sirera/Alejandro Jornet (1984)
- Fool for love. Dir. Sam Shepard/Alejandro Jornet (1987)
- El lisistrata. Dir. Edison Valls (1988)
- Tarzán. Dir. Rafa Rodríguez y Carles Alberola (1988)
- Sillas. Dir. Gerard Collins (1988)
- Buenas noches, Lady Jane. Dir. Alejandro Jornet (1989)
- Melodías en alta mar. Dir. Pepe Sanz (1990)
- La tragedia de la gran Semiramis. Dir. Cristóbal de Virues/Ricard Salvat (1990)
- Machirulo. Dir. Alejandro Jornet (1992)
- Ellas. Dir. Griselda Gambaro/Inma Garín (1992)
- El cas Woizeck. Dir. George Bückner/Carles Alfaro (1993)
- Tres forasters de Madrid. Dir. Eduardo Escalante/José Luis García Berlanga (1994)
- Els viatges de Marco Polo. Dir. Pascual Alapont/Joan Miquel Reig (1995)
- Retrato de un espacio en sombras. Dir. Alejandro Jornet (1996)
- Ballant Ballant. Dir. Joan Peris (1997)
- In the bosc. Dir. Ellie Bourquin/Rebeca Urieta (1997)
- El idiota en Versalles. Dir. Chema Cardeña/Carme Portacelli (1999)
- A poqueta nit. Dir. Juli Disla/Joan Miquel Reig (2000)
- El banquete. Dir. Chema Cardeña/Carme Portacelli (2001)
- Infinities. Dir. J.D. Barrow/Luca Ronconi (2002)
- Una Alaska particular. Dir. Harold Pinter/Carles Alfaro (2003)
- Celebración. Dir. Harold Pinter/Carles Alfaro (2003)
- Malignas coyunturas. Dir. Giovanni Clementi/Salva Bolta (2004)
- Lisistrata. Dir. Carles Santos (2004)
- La nona. Dir. Roberto Cossa/Carlos Vides (2004)
- Isabelita tiene ángel, lectura dramatizada. Dir. J.M. Rodríguez Méndez (2005)
- El amor del ruiseñor, Dir. Timberlake Wenterbaker/Jorge Picó (2006)
- Las neurosis sexuales de nuestros padres. Dir. Lukas Berkov/Joaquín Candeias (2008)
- Mans quietes. Dir. Carles Alberola (2009)

#### Como directora
- Contactos, junto los alumnos de las ESAD de Valencia (1992)
- Llegenda de Bandoler, de Eduardo Zamanillo, junto con el grupo de teatro L'Horta (1993)
- Penas de amor perdidas, de William Shakespeare para la escuela municipal de teatro de Cuart de Poblet (1993)
- Ángel, de Juli Disla, junto con el grupo de teatro L'Horta (1994)
- Beatrius, de Pascual Alapont, junto los grupos de teatro L'Horta y La Dependent (1997)
- Merli i el jove Artus, junto con Carles Pons para producciones Sala Escalante de la Diputación de Valencia (1998)
- Blasted, de Sarah Kane, lectura dramatizada para Dramaturgia 2000 en la Generalitat de Valencia (2001)
- Un enemic del poble, de Henrik Ibsen, junto con Carme Portacelli (2002)
- Ángel, de M. Verly, junto con Jaime Puyol (2005)
- Metro, de Sanguino y González (2005)
- Cuentos de los bosques de Viena, de Ödön Von Horvath, junto con Joaquim Candeias (2005)
- Amor del ruiseñor, junto a Jorge Picó (2006)
- Después de la lluvia, junto a Sergi Belbel para la escuela comarcal de Denia (2009)

### Doblaje
Inma Sancho ha realizado numerosos papeles de doblaje para Canal 9, Forta, Sonomagic, Tabalet... Además ha doblado voces como la de Conan en la serie Detective Conan, Nobita en Doraemon o en The Nanny.

## Premios y nominaciones
- Premio de la crítica a la mejor dirección por Beatrius (1997)
- Premio de la crítica a la mejor dirección por Merli i el jove Artus (1998)
- Nominada a mejor actriz femenina por A poqueta nit (2001)
- Nominada a mejor actriz femenina por Infinities (2003)
- Premio MAX por El amor de un ruiseñor (2010)